# Dolora Zajick
Dolora Zajick (Salem, Oregon, 24 de març de 1952) és una mezzosoprano estatunidenca especialitzada en el repertori verdià.
Va néixer a Oregon però va créixer a Nevada. Va estudiar cant amb Ted Puffer. Es va graduar a la Universitat de Nevada amb un "Bachelor" i un grau de Màster en música. Posteriorment es va traslladar a Nova York per a continuar els seus estudis en la Manhattan School of Music. Després de guanyar la medalla de bronze en el 7è Concurs Internacional Txaikovski de Moscou i de ser acceptada en el Programa "Merola" de l'Òpera de San Francisco, va debutar en aquest darrer coliseu com Azucena de Il Trovatore, paper que la va llançar a la celebritat internacional.
A més del paper d'Azucena, Zajick és ben coneguda per les interpretacions d'Amneris i Eboli (a Aida i Don Carlos de Verdi respectivament). També ha interpretat altres papers verdians, com ara Ulrica d'Un ballo in maschera i Lady Macbeth a Macbeth. També ha aparegut en el paper de la princesa a Adriana Lecouvreur de Francesco Cilea, Marfa a Khovanshchina, de Modest Mússorgski, Jezibaba a Rusalka, de Antonín Dvořák, Santuzza a Cavalleria rusticana de Pietro Mascagni i Adalgisa a Norma, de Vincenzo Bellini.
Des del seu debut a San Francisco, ha cantat en diversos teatres, com ara el Metropolitan Opera de Nova York, la Lyric Opera of Chicago, la Houston Grand Opera, La Scala, el Gran Teatre del Liceu i el Covent Garden. Ha estat dirigida pels directors més importants, com ara James Conlon, Daniele Gatti, Valery Gergiev, James Levine, Lorin Maazel, Zubin Mehta, Riccardo Muti i Michael Tilson Thomas.
Des del 2006, a més de la seva carrera artística, Zajick treballa a l'Institute for Young Dramatic Voices. També ha donat masterclass online al Conservatori del Liceu de Barcelona.

## Discografia parcial
| Any  | Títol Rol                        | Casting                                               | Director          | Segell        |
| ---- | -------------------------------- | ----------------------------------------------------- | ----------------- | ------------- |
| 1986 | La forza del destino Preziosilla | Plácido Domingo, Mirella Freni, Giorgio Zancanaro     | Riccardo Muti     | EMI           |
| 1990 | Aida Amneris                     | Aprile Millo, Placido Domingo, Samuel Ramey           | James Levine      | Sony          |
| 1991 | Il trovatore Azucena             | Placido Domingo, Aprile Millo, Vladimir Černov        | James Levine      | Sony          |
| 1992 | Don Carlo Principessa d'Eboli    | Ferruccio Furlanetto, Aprile Millo, Micheal Sylvester | James Levine      | Sony          |
| 1998 | Rusalka Jezibaba                 | Renée Fleming, Ben Heppner, Eva Urbanová              | Charles Mackerras | Decca Records |

## DVD & BLU-RAY parcial
| Any  | Títol Rol            | Casting                                             | Director     | Segell              |
| ---- | -------------------- | --------------------------------------------------- | ------------ | ------------------- |
| 1988 | Il trovatore Azucena | Luciano Pavarotti, Sherrill Milnes, Éva Marton      | James Levine | Deutsche Grammophon |
| 1989 | Aida Amneris         | Aprile Millo, Plácido Domingo, Sherrill Milnes      | James Levine | Deutsche Grammophon |
| 1992 | Aida Amneris         | Maria Chiara, Kristján Jóhannsson, Nikola Gjuzelev  | Nello Santi  | Naxos               |
| 2002 | Aida Amneris         | Fiorenza Cedolins, Walter Fraccaro, Giacomo Prestia | Daniel Oren  | Brillant Classics   |

## Altres projectes
- Wikimedia Commons conté imatges o altres fitxers sobre Dolora Zajick